# Amberg (Unterallgäu)
Amberg is een gemeente in de Duitse deelstaat Beieren, en maakt deel uit van het Landkreis Unterallgäu.
Amberg telt 1.474 inwoners.
Amberg ·
Apfeltrach ·
Babenhausen ·
Bad Grönenbach ·
Bad Wörishofen ·
Benningen ·
Böhen ·
Boos ·
Breitenbrunn ·
Buxheim ·
Dirlewang ·
Egg a.d.Günz ·
Eppishausen ·
Erkheim ·
Ettringen ·
Fellheim ·
Hawangen ·
Heimertingen ·
Holzgünz ·
Kammlach ·
Kettershausen ·
Kirchhaslach ·
Kirchheim i.Schw. ·
Kronburg ·
Lachen ·
Lauben ·
Lautrach ·
Legau ·
Markt Rettenbach ·
Markt Wald ·
Memmingerberg ·
Mindelheim ·
Niederrieden ·
Oberrieden ·
Oberschönegg ·
Ottobeuren ·
Pfaffenhausen ·
Pleß ·
Rammingen ·
Salgen ·
Sontheim ·
Stetten ·
Trunkelsberg ·
Türkheim ·
Tussenhausen ·
Ungerhausen ·
Unteregg ·
Westerheim ·
Wiedergeltingen ·
Winterrieden ·
Wolfertschwenden ·
Woringen